# Jugadores de cartas
Jugadores de cartas es una obra de Caravaggio, con fecha de 1595. Algunos de sus biógrafos (como Lambert o Robb) la consideran como su último trabajo de la etapa primaria de su vida. Fue encargado por el cardenal Francesco Del Monte, quien la retuvo en su colección privada hasta su muerte. El objetivo de este cuadro era mostrar cómo la astucia de la maldad vence a menudo, ante la candidez e inocencia de quienes son buenos y nobles de corazón. Ahora bien, las escena muestra a dos chicos jugando canasta (u otro juego de cartas, no se ha identificado del todo), mientras el informante de uno de ellos hace señas al otro sobre las cartas que tiene su oponente. Caravaggio basó este cuadro en sus propias experiencias, pues su vida misma se desenvolvió muchas veces en un ambiente delictivo. Forma pareja con La buenaventura, también de esos años y encargada por Del Monte.